# Sofia Simmonds
Sofia Simmonds (* 31. Juli 1917; † 27. Juli 2007 in New Haven (Connecticut)) war eine US-amerikanische Chemikerin und Hochschullehrerin.  Sie war Professorin an der Yale University und untersuchte den Stoffwechsel von Aminosäuren und Peptiden in E. coli-Bakterien. Zusammen mit ihrem Ehemann Joseph Fruton schrieb sie das erste umfassende Lehrbuch der Biochemie.

## Leben und Werk
Simmonds war das zweite Kind von Clara Gottfried Simmonds und dem Superintendenten des Hebräischen Waisenhauses in Manhattan Lionel Julius Simmonds. Nach der High School und mehreren Monaten als Laborassistentin am Columbia College of Physicians and Surgeons  studierte sie Chemie am Barnard College der Columbia University, wo sie 1938 den Bachelor of Arts erwarb. 1933 lernte sie dort den Biochemie-Studenten Joseph Fruton kennen, den sie 1936 heiratete. Sie forschte im Labor von Vincent du Vigneaud am Weill Cornell Medical College und promovierte 1942 in Biochemie. Anschließend arbeitete sie dort bis 1945 als wissenschaftliche Mitarbeiterin.
1945 begannen sie und ihr Ehemann an der Yale University zu forschen, Fruton als außerordentlicher Professor und Simmonds als Dozentin für physiologische Chemie. 1946 begann sie dort im Labor von Edward Lawrie Tatum zu arbeiten. Die Aufstiegschancen von Wissenschaftlerinnen, die auf dem gleichen Gebiet wie ihre Ehemänner arbeiteten, waren zu der Zeit sehr begrenzt. Ihr Ehemann wurde 1950 ordentlicher Professor und anschließend Vorsitzender seiner Abteilung, während sie erst 1959 außerordentliche Professorin wurde. 1966 wurde ihr zunächst die Beförderung zur ordentlichen Professorin verweigert. Erst 1976 wurde sie zur Professorin für Biochemie und nach der Reorganisation der Abteilung 1969, zur Professorin für Molekulare Biophysik und Biochemie ernannt. Von 1975 bis 1988 war sie Direktorin für Undergraduate Studies am Department of Biophysics and Biochemistry an der School of Medicine der Yale University und von 1988 bis 1991 war sie Dekanin an der School of Medicine.
Simmonds starb als emeritierte Professorin für Biochemie drei Tage vor ihrem Ehemann. Das Paar stiftete der Yale University den Joseph S. and Sofia S. Fruton Teaching and Research Fund für Wissenschaftsgeschichte.

## Ehrungen
1969 erhielt Simmonds nach der Nominierung von Edward Tatum die Garvan-Olin-Medaille der American Chemical Society.

## Veröffentlichungen (Auswahl)
- Fruton, Joseph S., and Sofia Simmonds. General Biochemistry. New York: John Wiley & Sons Inc. 1953 (first edition), 1958 (second edition).